# Sulawesi-Bergratten
Die Sulawesi-Bergratten (Bunomys) sind eine Nagetiergattung aus der Gruppe der Altweltmäuse (Murinae). Die Gattung umfasst acht Arten.
Sulawesi-Bergratten erreichen eine Kopfrumpflänge von 10 bis 20 Zentimetern, hinzu kommt ein 10 bis 18 Zentimeter langer Schwanz. Das Gewicht beträgt 60 bis 150 Gramm. Das Fell ist weich und dicht, es ist blaugrau bis bräunlich gefärbt und es gibt üblicherweise keinen Kontrast zwischen Ober- und Unterseite.
Diese Tiere sind auf der indonesischen Insel Sulawesi endemisch. Sie bewohnen tropische Wälder, manchmal auch Buschländer, teilweise auch im Bergland bis über 2000 Metern. Ihre Nahrung besteht aus Früchten, Insekten, Schnecken und Regenwürmer.
Es sind acht Arten bekannt:
- Bunomys andrewsi in Mittel- und Südsulawesi
- Bunomys chrysocomus in ganz Sulawesi,
- Bunomys coelestis, die nur in einem kleinen Gebiet in Südwest-Sulawesi lebt,
- Bunomys fratrorum im Nordosten Sulawesis,
- Bunomys karokophilus aus Zentral-Sulawesi,[1]
- Bunomys penitus in Bergregionen in Mittelsulawesi und Südost-Sulawesi,
- Bunomys prolatus, die ein kleines Gebiet in Ostsulawesi bewohnt.
- Bunomys torajae  aus Zentral-Sulawesi.[1]

Hauptbedrohung für diese Tiere ist die Zerstörung ihres Lebensraums. Außer B. andrewsi und B. chrysocomus werden alle Arten von der IUCN als gefährdet oder bedroht gelistet, am prekärsten ist die Situation für B. coelestis und B. prolatus.
Systematisch werden die Sulawesi-Bergratten in die Rattus-Gruppe eingeordnet, sind also nahe mit den Ratten verwandt.